# Neuraminidase
Pour les articles homonymes, voir N1, N2, N3, N4, N5, N6, N7, N8 et N9.
Une neuraminidase, ou sialidase, est une enzyme  (glycoside hydrolase) qui catalyse :
- l'hydrolyse d'une liaison osidique α-(2→3)-, α-(2→6)- ou α-(2→8)- des résidus d'acide sialique d'oligosaccharides, de glycoprotéines, de glycolipides, d'acide colominique et de substrats synthétiques pour l’exoneuraminidase (EC 3.2.1.18) ;
- l'endohydrolyse d'une liaison (2→8)-α-sialosyle d'acides oligo- ou polysialiques pour l’endoneuraminidase (EC 3.2.1.129).

Ces enzymes sont des glycoprotéines antigéniques présentes à la surface des virus de la grippe, où elles participent notamment à la mobilité des particules virales à travers le mucus des voies respiratoires ainsi qu'à l'élution des virions produits au sein des cellules infectées,. Elles appartiennent à la classe des glycoside hydrolases, qui sont des enzymes hydrolysant les composés O- et S-glycosylés, dont font également partie les amylases, enzymes humaines digestives décomposant les longues chaînes de résidus de glucose telles que l'amidon.

## Sous-types
Il existe onze sous-types connus de neuraminidases du virus de la grippe A, la plupart intervenant naturellement dans le système digestif de diverses espèces de canards et poulets, mais seuls les sous-types N1 et N2 (proches des enzymes glycoprotéiques humaines comme les amylases salivaires ou intestinales) sont pathogènes chez l'homme et sont liés aux épidémies grippales.
Chez les mammifères, quatre neuraminidases ont été identifiées : NEU1, NEU2, NEU3 et NEU4.

## Structure
Les neuraminidases du virus de la grippe se présentent comme une projection en forme de champignon à la surface des particules virales. Elles sont composées d'une tête formée de quatre sous-unités coplanaires à peu près sphériques montées sur une région hydrophobe ancrée dans la membrane du virus. Elles sont constituées d'une chaîne polypeptidique unique orientée dans la direction opposée de celle de l'antigène hémagglutinine et comprenant six acides aminés polaires conservés suivis par des acides aminés variables. La structure secondaire comprend essentiellement de feuillets β.

## Fonction
Après réplication du virus dans la cellule, la neuraminidase du virus  scinde à la surface des cellules infectées les liaisons de résidus d’acide sialique lié à des pelotes de carbohydrates glucosiques (glycoprotéines, glycolipides) elles-mêmes ancrées à la surface cellulaire. Cela permet le relargage du virus qui se dissocie de la membrane cellulaire et peut ainsi infecter d'autres cellules qui servent alors d’incubateurs reproducteurs du patrimoine génétique viral, au détriment des fonctions cellulaires normales.
L’action de la neuraminidase est inefficace sur les cellules à membranes lipidiques faiblement glucosées (comme les cellules de la peau et des muqueuses intestinales) qui ne sont ainsi pas facilement infectées, c'est pourquoi ces virus sont résistants au sein des systèmes digestifs des volailles, où leur similitude protéique avec les agents digestifs de ces espèces ne les expose pas aux actions des anticorps, et où le milieu digestif lui-même produit les éléments nécessaires à la survie du virus. Les volailles sont alors couramment porteuses naturelles de virus grippaux. Toutefois, l’action du virus est efficace sur les cellules sexuelles, ce qui explique que les volailles infectées cessent de pondre.
Au contraire, les cellules des muqueuses ORL et de l'œil (particulièrement chez l'homme) et les cellules pulmonaires à membrane plus fine sont plus faiblement protégées, et les virus à neuraminidase peuvent les contaminer facilement.

## Inhibiteurs de la neuraminidase
Les inhibiteurs (tels que le zanamivir et l’oseltamivir) sont utilisés pour combattre les virus grippaux. En bloquant spécifiquement l’action digestive de la neuraminidase virale, ils contribuent à ne pas exposer les membranes polyglucosées des muqueuses supérieures animales et humaines, et la contamination de ces cellules.
Le virus ainsi isolé et neutralisé ne trouve plus de milieu reproducteur cellulaire adapté et est rapidement exposé aux anticorps qui vont finir par l’éliminer rapidement en captant les autres antigènes bénins présents sur les inhibiteurs, ou des antigènes plus résistants à la surface du virus.
Les médicaments à base d’inhibiteurs de neuraminidase actuels possèdent toutefois une efficacité limitée, car ils ne se renouvellent pas, et ne sont pas totalement spécifiques de certaines configurations de neuraminidases virales. D’autre part, les neuraminidases virales sont protégées par des protéines à terminaisons hydrophobes ne facilitant pas le contact avec les inhibiteurs.
Les recherches en termes de vaccin antigrippal visent à stimuler le système immunitaire humain afin de lui faire synthétiser des anticorps antigéniques comparables aux inhibiteurs de neuraminidase, mais plus spécifiques et plus efficaces car combinant plusieurs approches du virus sur des antigènes différents. Pour y parvenir, il faut arriver à créer des virus atténués, privés de leur antigènes pathogènes mais non totalement dégradés, de façon à multiplier les contacts avec les anticorps immunitaires qui acquerront les caractères antigéniques plus spécifiques capables ensuite de capter facilement les virus pathogènes.
D’autre part, les inhibiteurs de neuraminidase n’ont aucune action au sein des cellules déjà infectées, et il faut attendre la mort et l’explosion de la cellule infectée pour que les virus multipliés en grand nombre puissent être captés à l’extérieur.
Une autre approche plus rapide serait que les anticorps puissent détecter et tuer les cellules déjà infectées mais encore vivantes par les produits éjectés de la cellule du fait de la multiplication virale, avant qu’un trop grand nombre de virus ne soit à combattre. Cependant, les virus à neuraminidase peuvent traverser de proche en proche plusieurs couches de cellules et les contaminer à une grande profondeur, là où les inhibiteurs de neuraminidase (dont la durée de vie est relativement courte) sont inadaptés.